# جيريمي كون
جيريمي كون (بالإنجليزية: Jeremy Coon)‏ هو صانع أفلام وثائقية ومنتج أفلام أمريكي، ولد في 1979.

## وصلات خارجية
- جيريمي كون على موقع IMDb (الإنجليزية)
- جيريمي كون على موقع قاعدة بيانات الفيلم (الإنجليزية)